# Sant Serni de Canillo
Sant Serni de Canillo és l'església parroquial del nucli antic de Canillo, a Andorra. L'església actual va ser construïda en època barroca als segles XVII-XVIII i es conserven vestigis de la construcció anterior romànica del segle xii.

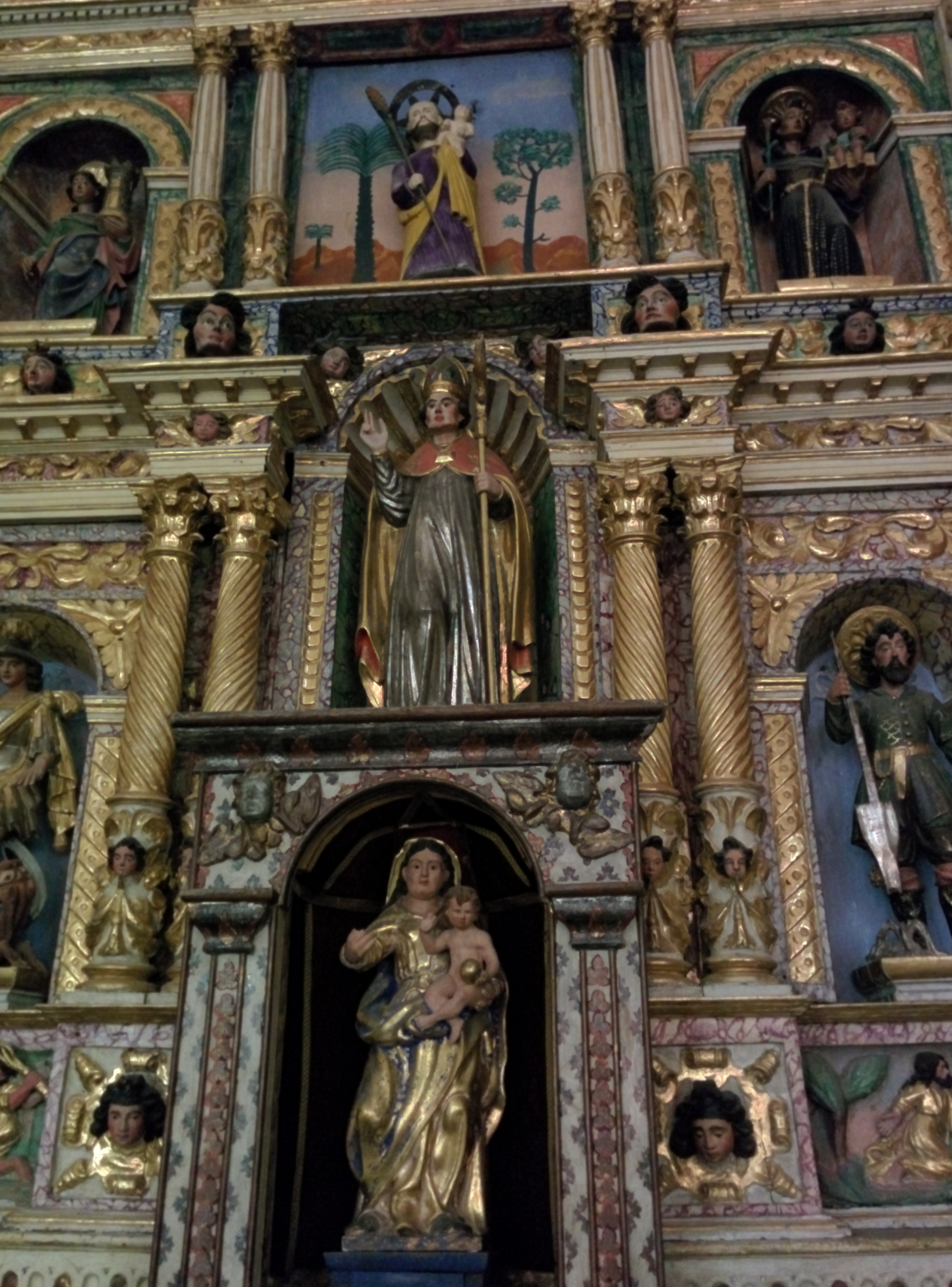
Retaule principal de l'església

A l'exterior es conserven restes d'uns murs romànics i el baptisteri de granit també romànic. Al segle xvii es va construir de nou la nau central i el campanar de torre que és el més alt d'Andorra.
L'any 2009, durant unes obres de millora, es van descobrir unes restes arqueològiques en el subsol de la nau. Podrien ser estructures de la construcció inicial del segle xii o bé d'un temple anterior al romànic. Actualment aquestes restes estan museïtzades en el sòl de la nau central. A més de les estructures, s'han trobat una sèrie d'enterraments que van des del segle VII al XVIII. L'església és de planta rectangular. El campanar és una torre de planta quadrada adossada a la nau.
A l'interior es conserva talla gòtica policromada d'un santcrist del segle xiv. El retaule de l'altar major és barroc del segle xvii, dedicat a sant Serni, bisbe de Tolosa.